# Onon (cratera)
A cratera Onon é uma cratera de impacto no quadrângulo de Amenthes em Marte, localizada a 16.3° latitude norte e 257.6° longitude oeste.  Essa cratera possui um diâmetro é de 3.5 km e seu nome vem de uma cidade na Mongólia. 